# Европейское радио для Беларуси
«Европе́йское ра́дио для Беларуси» (Еврорадио) (бел. Еўрапе́йскае ра́дыё для Белару́сі, англ. Euroradio) — радиостанция, основанная в сентябре 2005 года в Варшаве. Вещает с 26 февраля 2006 года; в 2009—2021 годах существовал корреспондентский пункт в Минске.
«Европейское радио для Беларуси» вещает на частотах «Радио Рация» (99,2 МГц) в Бресте и в Гродно (98,1 МГц).

## Описание
«Европейское Радио для Белоруссии» является некоммерческой организацией.
«Еврорадио» вещает на белорусском языке в FM-диапазоне на Западную Белоруссию, распространяя информацию также через спутник, сайт в Интернете и страницы в социальных сетях, позиционируя себя как «белорусское» СМИ.
Миссией радиостанции заявлено «предоставление белорусским слушателям актуальной, свежей, независимой, современной и правдивой информации о событиях в Белоруссии и мире, а также распространение демократических ценностей».
Целевой аудиторией данного СМИ заявлено население соседней Беларуси, которым с 2006 года предоставляется информационный продукт разных жанров — новостные и развлекательные программы.

## История
Летом 2020 года белорусские власти заблокировали доступ к основному сайту «Еврорадио», после чего редакция переехала на зеркало euroradio.pl (см. Протесты в Белоруссии (2020)). С июля 2021 года режим Лукашенко блокирует доступ и к зеркалу сайта. 5 июля 2021 года постановлением Совета министров был закрыт корреспондентский пункт радио в Минске.
В октябре 2021 года телеграм-канал и ютюб-канал Еврорадио были включены в список экстремистских материалов (за распространение таких материалов предусмотрена административная ответственность), в марте 2022 года экстремистским был признан и его логотип, а в сентябре — страница в Instagram. В июле 2022 года белорусские власти признали Еврорадио и его социальные сети экстремистским формированием; участие в нём является уголовным преступлением по белорусским законам.
Во второй половине 2022 года за интервью Еврорадио были арестованы Егор Лебедок и Наталья Дулина. Лебедок в декабре того же года был приговорён к пяти годам колонии по статье уголовного кодекса о содействии экстремистской деятельности. Дулину в марте 2023 года приговорили к трём с половиной годам колонии по той же статье и (за участие в протестах) по статье о грубом нарушении общественного порядка.

## Структура радио
Участниками радиостанции являются польские и белорусские журналисты, а также негосударственные организации из Польши, Литвы и Чехии. Члены Белорусской ассоциации журналистов (БАЖ) также активно участвовали в создании радиостанции.
Программный продукт готовится командой белорусскоязычных журналистов, работающих в Варшаве и Минске, а также сетью репортёров в регионах Беларуси.
Ядро команды составляют журналисты, ранее работавших на таких радиостанциях, как закрытое властями в 1996 году Радио 101.2, Радио Свободная Европа, Польское радио и Радио Рация.

## Формат радио
Еврорадио — развлекательно-информационная радиостанция. Её целевой возрастной группой заявлена молодёжь в возрасте 15—35 лет, целевой национальной группой — белорусы (в том числе проживающие в Польше).
Еврорадио вещает 24 часа в сутки.
Каждый час начинается выпуском новостей продолжительностью около 3 минут.
В эфире радиостанции — передачи по экономике, культуре и спорту, комментарии экспертов по широкому кругу вопросов. Среди гостей и участников передач есть известные общественники и лидеры белорусской оппозиции, представители различных НКО.
Значительную часть эфира занимает зарубежная и белорусская андеграундная музыка. Еврорадио осуществляет проект по поддержке белорусских музыкантов — ежегодный фестиваль-конкурс «Be Free» («Будь свободным») на Украине (2007—2009), премия «Даём рады», в 2009 году совместно с общественным движением Будзьма беларусамі! издала сборник «Budzma The Best Rock / Budzma The Best Rock/New», на который попали в том числе победители отбора на фестиваль.
Среди сотрудников Еврорадио также есть музыканты.